# Carangoides plagiotaenia
Carangoides plagiotaenia är en fiskart som beskrevs av Bleeker, 1857. Carangoides plagiotaenia ingår i släktet Carangoides och familjen taggmakrillfiskar. Inga underarter finns listade.